# Claude Nsilou
Claude Alphonse Nsilou (ur. 1954 w Brazzaville) – kongijski polityk, minister handlu, zaopatrzenia i konsumentów (w randzie ministra stanu). Jest założycielem i członkiem kongijskiej partii politycznej będącej w Zgromadzeniu Narodowym – Zgromadzenie Obywateli (Rassemblement des Citoyens RC). W latach 2002–2017 był ministrem budownictwa i urbanistyki, a w latach 1992–1993 ministrem wyposażenia i robót publicznych. W latach 2002 i 2007 uzyskał mandat deputowanego do Zgromadzenia Narodowego z list RC.

## Życiorys
Claude Nsilou urodził się w 1954 roku w Brazzaville, z zawodu jest architektem. Początkowo działał w partii Bernarda Kolélasa – Kongijskim Ruchu na rzecz Demokracji i Rozwoju Integralnego (MCDDI), w ramach której został ministrem wyposażenia i robót publicznych w rządzie Claude-Antoine Da-Costa, stanowisko to pełnił od grudnia 1992 do czerwca 1993 roku. Z partii odszedł najprawdopodobniej ze względu na niewcielenie go w skład rządu w latach 1995–1996. W 1997 roku wraz z Alexisem Gabou będąc w Paryżu poparli Denisa Sassou-Nguesso, a w czerwcu 1998 roku powołał nową partię – Zgromadzenie Obywateli (RC). RC należy do większościowej koalicji prezydenckiej.
W wyborach parlamentarnych w maju 2002 roku kandydował z okręgu Makélékélé do Zgromadzenia Narodowego, elekcję uzyskał w drugiej turze. 18 sierpnia 2002 roku został mianowany ministrem budownictwa, urbanistyki, mieszkalnictwa i reformy rolnej (fr. ministre de la construction, de l'urbanisme, de l'habitat et de la réforme foncière). W 2007 roku jego resort został przemianowany na ministerstwo budownictwa, urbanistyki i mieszkalnictwa (fr. de la construction, de l’urbanisme et de l’habitat). W wyborach parlamentarnych w czerwcu 2007 roku był jedynym deputowanym, który uzyskał elekcję z list RC, kandydował z okręgu Bacongo.
Podczas rekonstrukcji rządu 30 kwietnia 2016 roku został zaprzysiężony w skład rządu na stanowisku ministra ds. budownictwa i urbanistyki. 22 sierpnia 2017 roku został zaprzysiężony w skład rządu w randze ministra stanu, na stanowisku ministra handlu, zaopatrzenia w żywność i ds. konsumentów. Po utworzeniu nowego rządu, przez premiera Anatole Collinet Makosso, 15 maja 2021 roku został ponownie powołany na stanowisko ministra handlu.